# Raoul Harley Bain
Pour les articles homonymes, voir Bain.
Raoul Harley Bain est un herpétologiste américain né en 1970.
Il travaille à l'American Museum of Natural History.
Il est un spécialiste de la biodiversité des anoures.

## Quelques taxons décrits
- Amietophrynus Frost, Grant, Faivovich, Bain, Haas, Haddad, de Sá, Channing, Wilkinson, Donnellan, Raxworthy, Campbell, Blotto, Moler, Drewes, Nussbaum, Lynch, Green & Wheeler, 2006
- Amolops akhaorum Stuart, Bain, Phimmachak & Spence, 2010
- Amolops compotrix (Bain, Stuart & Orlov, 2006)
- Amolops cucae (Bain, Stuart & Orlov, 2006)
- Amolops daorum (Bain, Lathrop, Murphy, Orlov & Ho, 2003)
- Amolops iriodes (Bain & Nguyen, 2004)
- Amolops vitreus (Bain, Stuart & Orlov, 2006)
- Amphiesma leucomystax David, Bain, Truong, Orlov, Vogel, Thanh & Ziegler, 2007
- Duttaphrynus Frost, Grant, Faivovich, Bain, Haas, Haddad, de Sá, Channing, Wilkinson, Donnellan, Raxworthy, Campbell, Blotto, Moler, Drewes, Nussbaum, Lynch, Green & Wheeler, 2006
- Feihyla Frost, Grant, Faivovich, Bain, Haas, Haddad, de Sá, Channing, Wilkinson, Donnellan, Raxworthy, Campbell, Blotto, Moler, Drewes, Nussbaum, Lynch, Green & Wheeler, 2006
- Ingerophrynus Frost, Grant, Faivovich, Bain, Haas, Haddad, de Sá, Channing, Wilkinson, Donnellan, Raxworthy, Campbell, Blotto, Moler, Drewes, Nussbaum, Lynch, Green & Wheeler, 2006
- Litoria michaeltyleri Frost, Grant, Faivovich, Bain, Haas, Haddad, de Sá, Channing, Wilkinson, Donnellan, Raxworthy, Campbell, Blotto, Moler, Drewes, Nussbaum, Lynch, Green & Wheeler, 2006
- Liuixalus Li, Che, Bain, Zhao & Zhang, 2008
- Microhyla marmorata Bain & Nguyen, 2004
- Microhyla nanapollexa Bain & Nguyen, 2004
- Microhyla pulverata Bain & Nguyen, 2004
- Odorrana bacboensis (Bain, Lathrop, Murphy, Orlov & Ho, 2003)
- Odorrana banaorum (Bain, Lathrop, Murphy, Orlov & Ho, 2003)
- Odorrana bolavensis (Stuart & Bain, 2005)
- Odorrana geminata Bain, Stuart, Nguyen, Che & Rao, 2009
- Odorrana indeprensa (Bain & Stuart, 2006)
- Odorrana morafkai (Bain, Lathrop, Murphy, Orlov & Ho, 2003)
- Odorrana orba (Stuart & Bain, 2005)
- Poyntonophrynus Frost, Grant, Faivovich, Bain, Haas, Haddad, de Sá, Channing, Wilkinson, Donnellan, Raxworthy, Campbell, Blotto, Moler, Drewes, Nussbaum, Lynch, Green & Wheeler, 2006
- Pseudepidalea Frost, Grant, Faivovich, Bain, Haas, Haddad, de Sá, Channing, Wilkinson, Donnellan, Raxworthy, Campbell, Blotto, Moler, Drewes, Nussbaum, Lynch, Green & Wheeler, 2006
- Theloderma lateriticum Bain, Nguyen & Doan, 2009
- Vandijkophrynus Frost, Grant, Faivovich, Bain, Haas, Haddad, de Sá, Channing, Wilkinson, Donnellan, Raxworthy, Campbell, Blotto, Moler, Drewes, Nussbaum, Lynch, Green & Wheeler, 2006